# أنطوني هيرنانديز
أنطوني هيرنانديز (بالإنجليزية: Anthony Hernandez)‏ (3 فبراير 1995 بجبل طارق في المملكة المتحدة - ) هو لاعب كرة قدم بريطاني في مركز الهجوم. شارك مع منتخب جبل طارق تحت 19 سنة لكرة القدم ومنتخب جبل طارق لكرة القدم. أما مع النوادي، فقد لعب مع مانشستر 62 ونادي قادش ب ‏.

## وصلات خارجية
- أنطوني هيرنانديز على موقع الاتحاد الأوربي (الإنجليزية)
- أنطوني هيرنانديز على موقع قاعدة بيانات كرة القدم.إي يو (الإنجليزية)
- أنطوني هيرنانديز على موقع ناشيونال فوتبول تيمز (الإنجليزية)
- أنطوني هيرنانديز على موقع Soccerway.com (الإنجليزية)